# HD 114729 b
HD 114729 b é um planeta extrassolar localizado a cerca de 114 anos-luz de distância, na constelação de Centaurus. Este planeta é provavelmente um pouco menos massivo do que Júpiter. É um "Júpiter excêntrico", significando que ele não orbita muito perto da estrela como 51 Pegasi b, mas mais longe, e sua órbita tem uma excentricidade elevada. A distância média da estrela é de 2,11 UA, cerca de duas vezes a distância entre o Sol e a Terra. No periastro, o planeta está a apenas 1,43 UA da estrela (comparável à distância de Marte ao Sol) e no apoastro a distância orbital é de 2,72 UA (interior do cinturão de asteroides).